# DUV i Vasanejden
DUV i Vasanejden är en förening för personer med intellektuell funktionsnedsättning och liknande stödbehov samt deras anhöriga i Vörå, Korsholm, Vasa, Malax och Korsnäs. Föreningen startades av föräldrar till barn med intellektuell funktionsnedsättning och bildade en föräldrakrets år 1963. Föreningen registrerades år 1971.
DUV i Vasanejden är en del av FDUV, den nationella intresseorganisationen för svenskspråkiga personer med intellektuell funktionsnedsättning i Finland.
Föreningen hette officiellt fram till år 2022 De Utvecklingsstördas Väl i Vasanejden. På grund av begreppsförnyelse ändrades namnet.

## Verksamhet
DUV i Vasanejden ordnar fritidsverksamhet på sitt område för sina medlemmar. Exempel på regelbunden fritidsverksamhet som ordnas varje eller varannan vecka är teatergruppen DramaDUVorna, bandverksamheten LaBandet, kompisgruppen, simskola, seniorträffar och sittjumppa. Därtill ordnar föreningen fritidsverksamhet som ordnas en gång i månaden till exempel Öppet Hus- och Lördagsträffarna, samtals-, kill- och tjejgrupper. Under året ordnar föreningen dansgalor, sommardans, disco, bioföreställningar, sommar- och familjeträffar, friluftsdagar, motionskampanjer och soppdag.
DUV i Vasanejden bedriver påverkansarbete. Föreningen jobbar för att personer med intellektuell funktionsnedsättning och deras anhöriga ska ha ett gott liv på jämlika villkor.
DUV i Vasanejden samarbetar med kommuner, arbetar- och medborgarinstitut, församlingar och andra aktörer inom tredje sektorn till exempel FDUV, Steg för Steg, Folkhälsan, SAMS och andra DUV-föreningar i Österbotten.

## Medlemmar
DUV i Vasanejden har ca 400 medlemmar. Medlemmar är personer med intellektuell funktionsnedsättning, anhöriga, kontaktpersoner, personal och övriga understödsmedlemmar. Medlemmar deltar i föreningens verksamhet till ett förmånligt pris, får DUV:s medlemsblad och FDUV:s tidning GP hemskickad cirka fyra gånger per år.